# Червонозаводська районна в м. Харкові рада
Червонозаводська районна в м. Харкові рада — районна в м. Харкові рада, представницький орган, що здійснює функції та повноваження місцевого самоврядування, визначені Конституцією України і законами України, бере участь у місцевому самоврядуванні м. Харкова, створює свої виконавчі органи та обирає голову ради, який одночасно є і головою її виконавчого комітету, самостійно складає, розглядає, затверджує та виконує районний бюджет.
Не утворена (ліквідована) після закінчення терміну повноважень V (XXV) скликання 2010 року на підставі рішення чергової 38 сесії Харківської міської ради V скликання, що відбулася 25 листопада 2009 року.

## Депутати, склад депутатських фракцій і постійних комісій

### V (XXV) скликання
Список депутатів V скликання становить 40 осіб.
Створено п'ять постійніх комісій:
- з питань планування, фінансів, економічного розвитку, промисловості та підприємництва;
- з питань освіти, культури, фізичного виховання, спорту та у справах молоді;
- з охорони здоров’я та соціального захисту населення;
- з житлово-комунальних питань;
- з питань законності, охорони громадського порядку, депутатської діяльності та етики.

## Рішення сесій ради
- Архів за 2008 р.[недоступне посилання з серпня 2019], зокрема, найважливіші районні програми[недоступне посилання з серпня 2019]
- Архів за 2007 р.[недоступне посилання з серпня 2019], зокрема, найважливіші районні програми[недоступне посилання з серпня 2019]

## Голова ради
- Гніденко Микола Іванович, з квітня 2006 р.

## Виконавчий комітет й інші виконавчі органи

### Склад виконавчого комітету
- Гніденко Микола Іванович;
- Ярош Неля Миколаївна;
- Бакшєєв Олександр Володимирович;
- Морор Вячеслав Васильович;
- Хоменко Юрій Вікторович;
- Бабак Марія Єгорівна;
- Белявцєв Микола Іванович;
- Глущенко Костянтин Михайлович;
- Зливка Лариса Василівна;
- Назаров Євген Олександрович;
- Нечитайло Олег Костянтинович;
- Прокопенко Тина Сулейманівна;
- Чуб Олена Юріївна Юрьевна.

### Рішення виконкому
- Архів за 2008 р.[недоступне посилання з серпня 2019]
- Архів за 2007 р.[недоступне посилання з серпня 2019]